# The Black Crowes
The Black Crowes é uma banda norte-americana de rock, formada no ano de em 1984, em Atlanta, Geórgia pelos irmãos Chris e Rich Robinson. O estilo da banda é marcado pelo som e visual característicos do hard rock da década 60. A discografia da banda inclui dez álbuns de estúdio, quatro álbuns ao vivo.

## História
A banda assinou contrato com a Def American Recordings em 1989 e no ano seguinte lançaram seu álbum de estreia Shake Your Money Maker, produzido por George Drakoulias. Dois anos depois, a banda lança The Southern Harmony and Musical Companion, alcançando a #1 posição na Billboard 200 em 1992.
Depois de um hiato entre 2002 e 2005, a banda lançou Warpaint, que atingiu a #5 posição na parada da Billboard. Após o lançamento do álbum duplo Before the Frost…Until the Freeze, o grupo apresentou ao público um álbum acústico contendo os maiores hits da banda, o Croweology, lançado em agosto de 2010. A banda começou uma turnê para comemorar o aniversário de 20 anos da banda que foi seguido por um segundo pequeno hiato.
Os Black Crowes abriram shows para diversas bandas de rock, tais como The Rolling Stones, Heart, Robert Plant, Tom Petty and the Heartbreakers, The Dave Matthews Band, The Grateful Dead, Aerosmith e ZZ Top, e se apresentaram ao vivo com Jimmy Page, Oasis, entre outros.
Em 21 de Março de 2006, Black Crowes lançou seu primeiro DVD oficial, intitulado "Freak n' Roll… Into The Fog", que traz um show ao vivo gravado no histórico Fillmore Auditorium em San Francisco, Califórnia. O DVD traz ainda material bônus com cenas de bastidores.
A banda encerrou as suas atividades em 2015 por divergências pessoais, segundo Rich Robinson. Contudo, no final de 2019, durante uma entrevista no The Howard Stern Show , Chris e Rich Robinson anunciaram que haviam resolvido suas diferenças (os irmãos não se falavam nos anos desde a separação da banda em 2015) e anunciaram novos shows.
Seu álbum Happiness Bastards foi eleito pela Loudwire como o 8º melhor álbum de rock de 2024.

## Discografia

### CDs
- Shake Your Money Maker (1990)
- The Southern Harmony and Musical Companion (1992)
- Amorica (1994)
- Three Snakes & One Charm (1996)
- Sho' Nuff (Box set com faixas bônus) (1998)
- By Your Side (1999)
- Greatest Hits 1990-1999: A Tribute to a Work in Progress (2000)
- Live at the Greek (com Jimmy Page) (2000)
- Lions (2001)
- The Black Crowes Live (2002) (Álbum duplo ao vivo)
- The Lost Crowes - The Tall Sessions & The Band Sessions (2006)
- Freak'n'Roll… into The Fog - Live at The Fillmore, San Francisco (2006)
- Warpaint (2008)
- Warpaint Live (2008)
- Before the Frost… Until the Freeze (2009)
- Croweology (2010)
- 1972 (2022) (EP de covers)
- Hapiness Bastards (2024)

### DVDs
- [2006] Who Killed That Bird Out on Your Window Sill
- [2006] The Black Crowes: Freak N Roll into the Fog
- [2008] The Black Crowes: Warpaint Live
- [2009] The Black Crowes: Cabin Fever

## Integrantes (desde 1989)
- Chris Robinson - vocal, harmônica (1989-2015)
- Rich Robinson - guitarra (1989-2015)
- Jeff Cease - guitarra (1989-1992)
- Johnny Colt - baixo (1989-1999)
- Steve Gorman - bateria (1989-2002; 2005-2015)
- Marc Ford - guitarra (1992-1999; 2005-2006)
- Eddie Harsch - teclado (1992-2006)
- Audley Freed - guitarra (1999-2002)
- Sven Pipien - baixo (1999-2001; 2005-2015)
- Greg Rzab - baixo (2001-2002)
- Andy Hess - baixo (2002)
- Bill Dobrow - bateria (2005)
- Paul Stacey - guitarras (2006-2015)
- Rob Clores - teclado (2006-2015)
- Nico Bereciartua - guitarras (2024)